# Leichtathletik-Halleneuropameisterschaften 2017/Teilnehmer (Spanien)
| Gelbes Symbol für Goldmedaillen mit stilisierten Olympischen Ringen | Graues Symbol für Silbermedaillen mit stilisierten Olympischen Ringen | Braundes Symbol für Bronzemedaillen mit stilisierten Olympischen Ringen |
| ------------------------------------------------------------------- | --------------------------------------------------------------------- | ----------------------------------------------------------------------- |
| 1                                                                   | 2                                                                     | 1                                                                       |

Aus Spanien starteten 13 Athletinnen und 21 Athleten bei den Leichtathletik-Halleneuropameisterschaften 2017 in Belgrad, die vier Medaillen (1 × Gold, 2 × Silber und 1 × Bronze) errangen sowie einen Meisterschaftsrekord einstellten. 
Der technische Direktor des Spanischen Leichtathletikverbandes (RFEA) gab am 21. Februar die Namen von 34 Nominierten (21 Männer und 13 Frauen) bekannt, darunter befanden sich sieben unter den Top drei in Europa, elf unter den Top fünf und 15 unter den Top acht nach Rekorden. Die Mannschaft hätte in Abhängigkeit von den Ergebnissen, die am 24. Februar beim Internationalen Leichtathletik-Meeting mit dem Europäischen Leichtathletikverband (EAA) zu erzielen waren, erweitert werden können, weshalb die endgültige Auswahl erst ab 27. Februar bekannt gegeben werden sollte. Eine Änderung in der Aufstellung gab es nicht.

## Ergebnisse

### Frauen

#### Laufdisziplinen
| Athletin                | Disziplin   | Vorlauf        | Vorlauf | Halbfinale         | Halbfinale         | Finale             | Finale             |
| Athletin                | Disziplin   | Zeit           | Platz   | Zeit               | Platz              | Zeit               | Platz              |
| ----------------------- | ----------- | -------------- | ------- | ------------------ | ------------------ | ------------------ | ------------------ |
| Cristina Lara           | 60 m        | 7,47 s         | 23      | 7,40 s             | 13                 | nicht qualifiziert | nicht qualifiziert |
| Aauri Lorena Bokesa     | 400 m       | 53,92 s        | 16      | 53,80 s            | 15                 | nicht qualifiziert | nicht qualifiziert |
| Laura Bueno             | 400 m       | 54,21 s        | 21      | nicht qualifiziert | nicht qualifiziert | nicht qualifiziert | nicht qualifiziert |
| Esther Guerrero         | 800 m       | 2:03,38 min    | 3       | 2:02,91 min        | 1                  | 2:03,09 min        | 6                  |
| Solange Andreia Pereira | 1500 m      | 4:15,09 min    | 13      | –––                | –––                | nicht qualifiziert | nicht qualifiziert |
| Blanca Fernández        | 3000 m      | 9:13,38 min    | 15      | –––                | –––                | nicht qualifiziert | nicht qualifiziert |
| Nuria Fernández         | 3000 m      | 8:58,20 min SB | 10      | –––                | –––                | 9:05,17 min        | 10                 |
| Ana Lozano              | 3000 m      | 8:56,01 min    | 6       | –––                | –––                | 8:55,20 min PB     | 6                  |
| Caridad Jerez           | 60 m Hürden | 8,26 s         | 18      | nicht qualifiziert | nicht qualifiziert | nicht qualifiziert | nicht qualifiziert |

#### Sprung/Wurf
| Athletin      | Disziplin   | Qualifikation | Qualifikation | Finale             | Finale             |
| Athletin      | Disziplin   | Höhe/Weite    | Platz         | Höhe/Weite         | Platz              |
| ------------- | ----------- | ------------- | ------------- | ------------------ | ------------------ |
| Ruth Beitia   | Hochsprung  | 1,90 m        | 1             | 1,94 m             | Silber             |
| Juliet Itoya  | Weitsprung  | 6,36 m        | 11            | nicht qualifiziert | nicht qualifiziert |
| Ana Peleteiro | Dreisprung  | 14,20 m PB    | 3             | 14,13 m            | 5                  |
| Úrsula Ruiz   | Kugelstoßen | 16,15 m       | 17            | nicht qualifiziert | nicht qualifiziert |

### Männer

#### Laufdisziplinen
| Athlet                | Disziplin   | Vorlauf     | Vorlauf | Halbfinale         | Halbfinale         | Finale             | Finale             |
| Athlet                | Disziplin   | Zeit        | Platz   | Zeit               | Platz              | Zeit               | Platz              |
| --------------------- | ----------- | ----------- | ------- | ------------------ | ------------------ | ------------------ | ------------------ |
| Ángel David Rodríguez | 60 m        | 6,79 s      | 17      | nicht qualifiziert | nicht qualifiziert | nicht qualifiziert | nicht qualifiziert |
| Lucas Búa             | 400 m       | 46,72 s     | 2       | 47,24 s            | 6                  | 46,74 s            | 5                  |
| Samuel García         | 400 m       | 47,16 s     | 7       | 46,62 s            | 3                  | 46,74 s            | 6                  |
| Óscar Husillos        | 400 m       | 47,13 s     | 6       | 47,83 s            | 9                  | nicht qualifiziert | nicht qualifiziert |
| Daniel Andújar        | 800 m       | 1:47,32 min | 3       | 1:49,44 min        | 7                  | 1:50,28 min        | 4                  |
| Álvaro de Arriba      | 800 m       | 1:48,57 min | 6       | 1:48,36 min        | 1                  | 1:49,68 min        | Bronze             |
| Kevin López           | 800 m       | 1:49,96 min | 14      | 1:49,53 min        | 9                  | 1:54,17 min        | 6                  |
| Marc Alcalá           | 1500 m      | 3:54,85 min | 21      | –––                | –––                | 3:46,36 min        | 4                  |
| Sergio Paniagua       | 1500 m      | 3:50,00 min | 15      | –––                | –––                | nicht qualifiziert | nicht qualifiziert |
| Llorenç Sales         | 1500 m      | 3:45,56 min | 6       | –––                | –––                | 3:48,56 min        | 9                  |
| Carlos Mayo           | 3000 m      | 7:55,58 min | 4       | –––                | –––                | 8:06,15 min        | 8                  |
| Adel Mechaal          | 3000 m      | 7:58,94 min | 10      | –––                | –––                | 8:00,60 min        | Gold               |
| Jordi Torrents        | 3000 m      | 8:12,51 min | 16      | –––                | –––                | nicht qualifiziert | nicht qualifiziert |
| Yidiel Contreras      | 60 m Hürden | 8,04 s      | 20      | –––                | –––                | nicht qualifiziert | nicht qualifiziert |
| Orlando Ortega        | 60 m Hürden | 7,59 s      | 4       | –––                | –––                | 7,64 s             | 7                  |

#### Sprung/Wurf
| Athletin            | Disziplin   | Qualifikation | Qualifikation | Finale             | Finale             |
| Athletin            | Disziplin   | Höhe/Weite    | Platz         | Höhe/Weite         | Platz              |
| ------------------- | ----------- | ------------- | ------------- | ------------------ | ------------------ |
| Miguel Ángel Sancho | Hochsprung  | NM            | –             | nicht qualifiziert | nicht qualifiziert |
| Eusebio Cáceres     | Weitsprung  | 7,72 m        | 9             | nicht qualifiziert | nicht qualifiziert |
| Pablo Torrijos      | Dreisprung  | 16,77 m SB    | 6             | 16,73 m            | 9                  |
| Carlos Tobalina     | Kugelstoßen | 19,83 m       | 13            | nicht qualifiziert | nicht qualifiziert |
| Borja Vivas         | Kugelstoßen | 19,97 m       | 9             | nicht qualifiziert | nicht qualifiziert |

#### Siebenkampf
| Athlet      | Disziplin | 60 m   | Weitsprung | Kugelstoßen | Hochsprung | 60 m Hürden | Stabhochsprung | 1000 m      | Punkte | Platz  |
| ----------- | --------- | ------ | ---------- | ----------- | ---------- | ----------- | -------------- | ----------- | ------ | ------ |
| Jorge Ureña | Ergebnis  | 6,94 s | 7,37 m     | 14,24 m     | 2,10 m PB  | 7,78 s =CB  | 5,00 m         | 2:43,66 min | 6227   | Silber |
| Jorge Ureña | Punkte    | 904    | 903        | 743         | 896        | 1038        | 910            | 833         | 6227   | Silber |